# U-356 (tàu ngầm Đức)
U-356 là một tàu ngầm tấn công  Lớp Type VII thuộc phân lớp Type VIIC được Hải quân Đức Quốc Xã chế tạo trong Chiến tranh Thế giới thứ hai. Nhập biên chế năm 1941, nó đã thực hiện được hai chuyến tuần tra, đánh chìm ba tàu buôn với tổng tải trọng 13.649 GRT cùng gây hư hại cho một tàu buôn khác tải trọng 7.051 GRT. Trong chuyến tuần tra cuối cùng tại Đại Tây Dương, U-356 bị các tàu chiến Hải quân Hoàng gia Canada đánh chìm về phía Bắc quần đảo Azores vào ngày 17 tháng 12, 1942. 

## Thiết kế và chế tạo

### Thiết kế

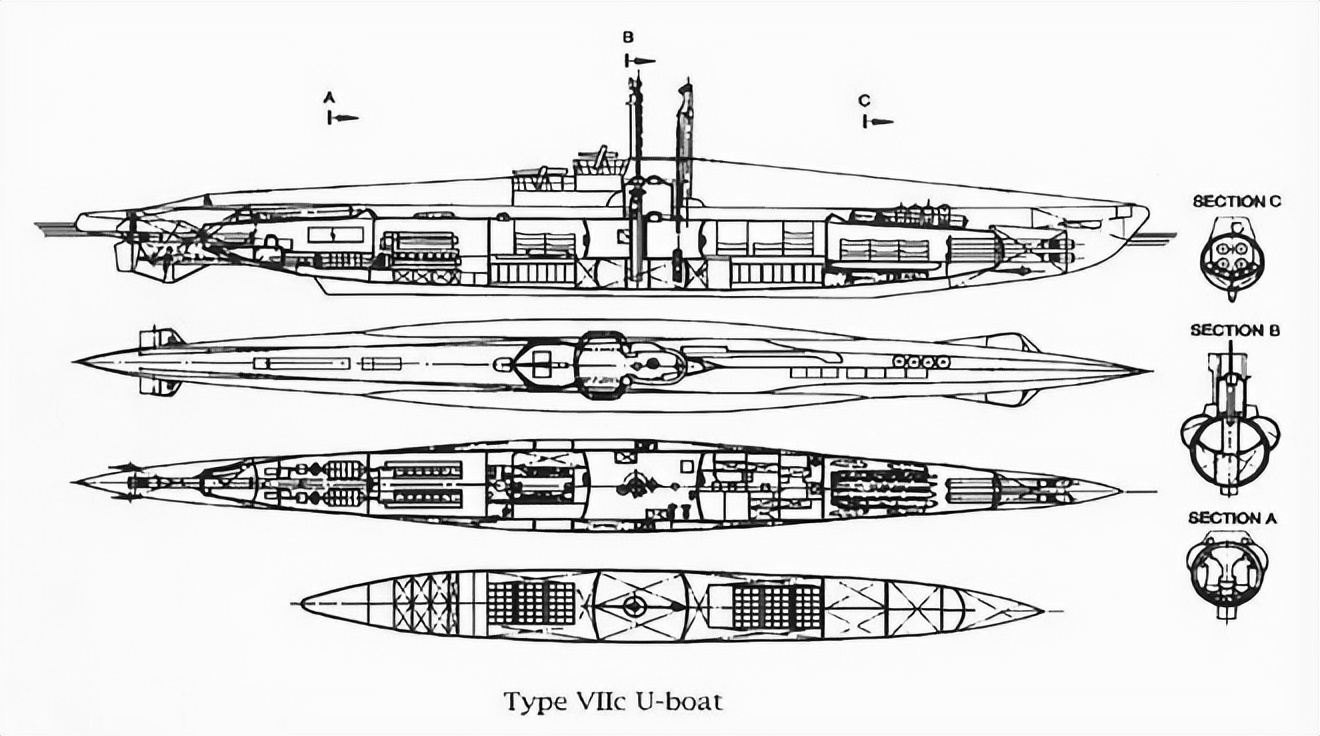
Sơ đồ các mặt cắt một tàu ngầm Type VIIC

Phân lớp VIIC của Tàu ngầm Type VII là một phiên bản VIIB được kéo dài thêm. Chúng có trọng lượng choán nước 769 t (757 tấn Anh) khi nổi và 871 t (857 tấn Anh) khi lặn). Con tàu có chiều dài chung 67,10 m (220 ft 2 in), lớp vỏ trong chịu áp lực dài 50,50 m (165 ft 8 in), mạn tàu rộng 6,20 m (20 ft 4 in), chiều cao 9,60 m (31 ft 6 in) và mớn nước 4,74 m (15 ft 7 in).
Chúng trang bị hai động cơ diesel Germaniawerft F46 siêu tăng áp 6-xy lanh 4 thì, tổng công suất 2.800–3.200 PS (2.100–2.400 kW; 2.800–3.200 bhp), dẫn động hai trục chân vịt đường kính 1,23 m (4,0 ft), cho phép đạt tốc độ tối đa 17,7 kn (32,8 km/h), và tầm hoạt động tối đa 8.500 nmi (15.700 km) khi đi tốc độ đường trường 10 kn (19 km/h). Khi đi ngầm dưới nước, chúng sử dụng hai động cơ/máy phát điện AEG GU 460/8-276 tổng công suất 750 PS (550 kW; 740 shp). Tốc độ tối đa khi lặn là 7,6 kn (14,1 km/h), và tầm hoạt động 80 nmi (150 km) ở tốc độ 4 kn (7,4 km/h). Con tàu có khả năng lặn sâu đến 230 m (750 ft).
Vũ khí trang bị có năm ống phóng ngư lôi 53,3 cm (21 in), bao gồm bốn ống trước mũi và một ống phía đuôi, và mang theo tổng cộng 14 quả ngư lôi, hoặc tối đa 22 quả thủy lôi TMA, hoặc 33 quả TMB. Tàu ngầm Type VIIC bố trí một hải pháo 8,8 cm SK C/35 cùng một pháo phòng không 2 cm (0,79 in) trên boong tàu. Thủy thủ đoàn bao gồm 4 sĩ quan và 40-56 thủy thủ.

### Chế tạo
U-356 được đặt hàng vào ngày 26 tháng 10, 1939, và được đặt lườn tại xưởng tàu của hãng Flensburger Schiffbau-Gesellschaft ở Flensburg vào ngày 4 tháng 5, 1940. Nó được hạ thủy vào ngày 16 tháng 9, 1941, và nhập biên chế cùng Hải quân Đức Quốc Xã vào ngày 20 tháng 12, 1941 dưới quyền chỉ huy của Hạm trưởng, Đại úy Hải quân Georg Wallas.

## Lịch sử hoạt động

### Chuyến tuần tra thứ nhất
U-356 khởi hành từ cảng Kiel, Đức vào ngày 3 tháng 9, 1942 cho chuyến tuần tra đầu tiên trong chiến tranh. Nó tiến ra Bắc Hải, rồi băng qua khe GIUK giữa các quần đảo Shetland và Faroe để hoạt động tại khu vực giữa Bắc Đại Tây Dương. Chiếc tàu ngầm không đánh chìm được mục tiêu nào, nên kết thúc chuyến tuần tra và đi đến cảng St. Nazaire bên bờ Đại Tây Dương của Pháp đã bị Đức chiếm đóng, đến nơi vào ngày 4 tháng 11.

### Chuyến tuần tra thứ hai - Bị mất
U-356 xuất phát từ cảng St. Nazaire vào ngày 5 tháng 12 cho chuyến tuần tra thứ hai, cũng là chuyến cuối cùng, để tiếp tục hoạt động tại vùng biển Bắc Đại Tây Dương. Vào ngày 27 tháng 12, nó đã tấn công Đoàn tàu ONS 154 ở vị trí về phía Bắc quần đảo Azores, phóng ngư lôi đánh chìm các tàu buôn Anh Empire Union 5.952 GRT và Melrose Abbey 2.473 GRT lúc 02 giờ 40 phút. Đến 03 giờ 10 phút, nó tiếp tục phóng ngư lôi đánh chìm chiếc tàu buôn Anh King Edward 5.224 GRT, đồng thời gây hư hại cho chiếc tàu buôn Hà Lan Soekaboemi 7.051 GRT; chiếc này sau đó bị tàu ngầm U-441 phóng ngư lôi đánh chìm lúc 19 giờ 37 phút.
Tuy nhiên ngay trong ngày hôm đó, chiếc tàu ngầm bị các tàu chiến Canada hộ tống cho Đoàn tàu ONS 154 phản công. Tàu khu trục HMCS St. Laurent phối hợp cùng các tàu corvette HMCS Chilliwack, HMCS Battleford và HMCS Napanee thả mìn sâu đánh chìm U-356 tại tọa độ 45°30′B 25°40′T / 45,5°B 25,667°T; toàn bộ 46 thành viên thủy thủ đoàn của U-356 đều tử trận.

### "Bầy sói" tham gia
U-356 từng tham gia sáu bầy sói:
- Pfeil (12 – 22 tháng 9, 1942)
- Blitz (22 – 26 tháng 9, 1942)
- Tiger (26 – 30 tháng 9, 1942)
- Wotan (5 – 19 tháng 10, 1942)
- Raufbold (11 – 22 tháng 12, 1942)
- Spitz (22 – 27 tháng 12, 1942)

### Tóm tắt chiến công
U-356 đã đánh chìm được ba tàu buôn với tổng tải trọng 13.649 GRT cùng gây hư hại cho một tàu buôn khác tải trọng 7.051 GRT:
| Ngày              | Tên tàu       | Quốc tịch      | Tải trọng | Số phận      |
| ----------------- | ------------- | -------------- | --------- | ------------ |
| 27 tháng 12, 1942 | Empire Union  | United Kingdom | 5.952     | Bị đánh chìm |
| 27 tháng 12, 1942 | Melrose Abbey | United Kingdom | 2.473     | Bị đánh chìm |
| 27 tháng 12, 1942 | Soekaboemi    | Netherlands    | 7.051     | Bị hư hại    |
| 27 tháng 12, 1942 | King Edward   | United Kingdom | 5.224     | Bị đánh chìm |